# Вулиця Оноре де Бальзака (Київ)
Ву́лиця Оноре́ де Бальза́ка — вулиця в Деснянському районі міста Києва, житловий масив Вигурівщина-Троєщина. Пролягає від проспекту Романа Шухевича до Милославської вулиці.
Прилучаються вулиці Олексія Курінного, Каштанова, Архітектора Ніколаєва, Рональда Рейгана, Вікентія Беретті, Градинська, Сержа Лифаря, Костянтина Данькевича, Лісківська, Олександри Екстер і Будищанська.

## Історія

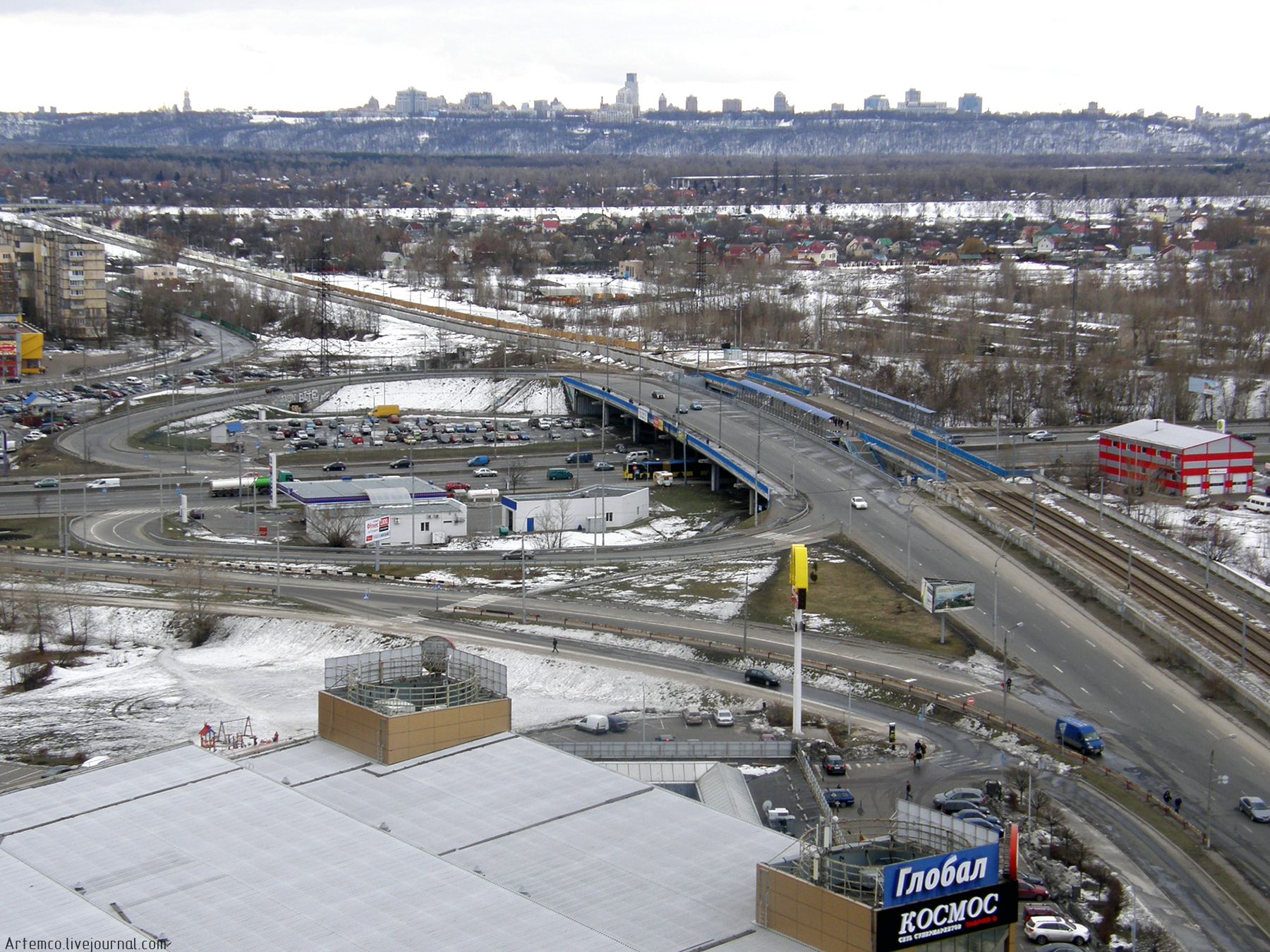
початок вулиці від шляхопроводу над просп. Шухевича

Вулиця виникла у 1983 році під назвою 5-а Нова. Сучасна назва на честь французького письменника Оноре де Бальзака — з 1983 року.

## Установи та заклади

### Державні установи
- № 22 — Відділення Державного казначейства у Деснянському районі
- № 64 — Деснянське державне районне виконавче управління юстиції у м. Києві

### Навчальні заклади
- № 16-б — ДНЗ № 784
- № 46-б — ДНЗ № 512
- № 52-б — ДНЗ № 771
- № 55-а — ДНЗ № 111
- № 63-а — ДНЗ № 83
- № 86-а — ДНЗ № 421
- № 8-г — середня загальноосвітня школа № 264
- № 52-в — ДЮСШ № 18 Деснянського району
- № 28 — бібліотека № 115 для дітей